# Åmmeberg
Åmmeberg – miejscowość (tätort) w Szwecji, w regionie administracyjnym (län) Örebro, w gminie Askersund.
Według danych Szwedzkiego Urzędu Statystycznego liczba ludności wyniosła: 443 (31 grudnia 2015), 431 (31 grudnia 2018) i 436 (31 grudnia 2019).